# Syv barnlige sange
Syv barnlige sange (Noors voor 'Zeven kinderliedjes') is een compositie van Edvard Grieg. Grieg begon aan dit werk in juli 1894 en had het idee om twee teksten van Nordahl Rolfsen te voorzien van muziek. Grieg raakte echter enthousiast en kwam uiteindelijk tot zeven liedjes. In eerste instantie werden ze in 1895 uitgegeven in de bezetting Zangstem met piano. In 1901 opperde de componist om de liedjes om te zetten tot gemengd koor. Later kwamen er meer versies, voor bijvoorbeeld kinderkoor, dameskoor en mannenkoor. 
Grieg was zelf het meest gecharmeerd van Havet en Fiskervise; de wereld dacht daar anders over. Juist de andere liederen werden in de 20e eeuw nog veelvuldig gezongen. Voor Havet zocht men een verklaring in een vreemd interval, dat terug te brengen is op de Hardangerviool en –zang. Een cis in een G majeur-toonsoort. De liedjes kunnen los van elkaar gezongen worden, ook doet de volgorde er weinig toe.
De eerste die de liederen ten uitvoer bracht was zangeres Eva Nansen. Ze zong de liedjes 2, 3 en 4 op 9 februari 1895, begeleid door Caroline Bergh in de Logens Store Sal in Noorwegen. Nina Grieg zong de liederen 1, 3, 4, 5 en 6 op 26 april van dat jaar tijdens een concert in Kopenhagen.
De zeven liederen zijn:
1. Havet (tekst Rolfsen)
2. Sang til Juletræt (tekst Johan Krohn)
3. Lokk (tekst Bjørnstjerne Bjørnson)
4. Fiskervise (tekst Petter Dass)
5. Kveldssang for Blakken (tekst Rolfsen)
6. De norske fjeld (tekst Rolfsen)
7. Fædrelandssalme (tekst Johan Ludvig Runeberg in een vertaling van Rolfsen)